# Marais aux Oiseaux
Le marais aux Oiseaux est un centre de sauvegarde de la faune sauvage et un parc de découverte consacré aux espèces animales de l'île d'Oléron. Implanté sur le territoire des communes de Dolus-d'Oléron et de Saint-Pierre-d'Oléron, ce vaste espace protégé couvre une superficie de près de cinquante hectares, dont dix hectares pour le seul parc. Il est affilié à l'union nationale des centres de sauvegarde de la faune sauvage et est un des quatorze pôles-nature de la Charente-Maritime.

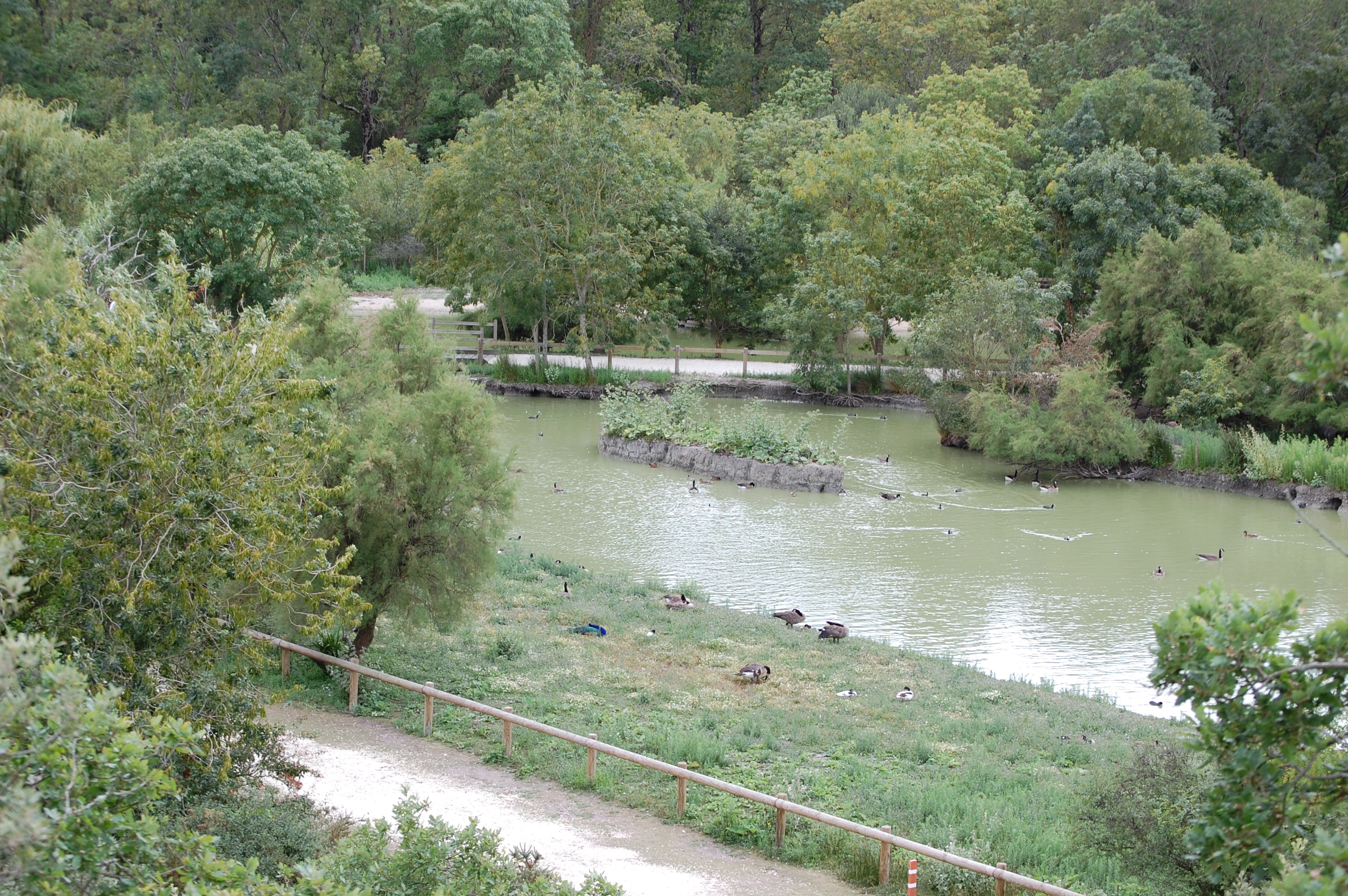
Une vue du marais aux oiseaux

La création du centre de sauvegarde intervient en 1982, à l'initiative d'un passionné, Alain Formon. D'anciens marais salants entourés de chênaies forment le cadre de cet ensemble destiné avant tout à soigner les animaux malades ou affaiblis. Des vétérinaires, mais aussi des bénévoles, s'emploient à soulager les animaux en détresse qui, selon la gravité de leur cas, sont placés en infirmerie, et/ou dans des volières adaptées en vue d'une rééducation. Si les animaux sont trop handicapés pour retrouver leur place dans la nature, ils sont placés dans le parc de découverte. Si le pourcentage d'animaux relâchés après avoir été soignés varie d'une année sur l'autre, il oscille généralement entre 40 et 50 %.
Le parc de découverte de la faune sauvage est la seule partie du centre à être ouverte au public. Aménagé au cœur de marais et de bois, cet espace à vocation pédagogique est jalonné de panneaux descriptifs des différentes espèces présentes — essentiellement des oiseaux (le centre étant situé à proximité de la réserve naturelle nationale de Moëze-Oléron) mais également des mammifères, sauvages ou domestiques. Ce sont chaque année près de 40 000 personnes qui fréquentent le parc, dont un tiers d'élèves.
Une plate-forme d'observation de neuf mètres de hauteur permet une meilleure observation des oiseaux sauvages qui fréquentent le parc : spatules, oies sauvages, aigrettes, pluviers argentés, faucons crécerelle...